# Criconemoides mongolense
Criconemoides mongolense is een rondwormensoort uit de familie van de Criconematidae. De wetenschappelijke naam van de soort is voor het eerst geldig gepubliceerd in 1964 door Andrássy.